# العلاقات اللاتفية النيبالية
العلاقات اللاتفية النيبالية هي العلاقات الثنائية التي تجمع بين لاتفيا ونيبال.

## مقارنة بين البلدين
هذه مقارنة عامة ومرجعية للدولتين:
| وجه المقارنة                                              | لاتفيا                                             | نيبال                             |
| --------------------------------------------------------- | -------------------------------------------------- | --------------------------------- |
| المساحة (كم2)                                             | 64.59 ألف                                          | 147.18 ألف                        |
| عدد السكان (نسمة)                                         | 1.93 مليون                                         | 29.40 مليون                       |
| الكثافة السكانية (ن./كم²)                                 | 29.88                                              | 199.76                            |
| العاصمة                                                   | ريغا                                               | كاتماندو                          |
| اللغة الرسمية                                             | اللغة اللاتفية                                     | اللغة النيبالية                   |
| العملة                                                    | يورو، لاتس لاتفي، الروبل اللاتفي ‏، الروبل اللاتفي ‏ | روبية نيبالية                     |
| الناتج المحلي الإجمالي (بليون دولار)                      | 30.26 مليار                                        | 24.47 مليار                       |
| الناتج المحلي الإجمالي (تعادل القوة الشرائية) بليون دولار | 49.24 مليار                                        | 70.20 مليار                       |
| الناتج المحلي الإجمالي الاسمي للفرد دولار أمريكي          | 14.06 ألف                                          | 743                               |
| الناتج المحلي الإجمالي للفرد دولار أمريكي                 | 23.55 ألف                                          | 2.37 ألف                          |
| مؤشر التنمية البشرية                                      | 0.819                                              | 0.548                             |
| رمز المكالمات الدولي                                      | +371                                               | +977                              |
| رمز الإنترنت                                              | .lv                                                | .np                               |
| المنطقة الزمنية                                           | ت ع م+02:00، ت ع م+03:00، أوروبا/ريغا ‏             | UTC+05:45، التوقيت الموحد لنيبال ‏ |

## منظمات دولية مشتركة
يشترك البلدان في عضوية مجموعة من المنظمات الدولية، منها:
| علم المنظمة | اسم المنظمة                               | تاريخ انضمام لاتفيا | تاريخ انضمام نيبال |
| ----------- | ----------------------------------------- | ------------------- | ------------------ |
|             | مؤسسة التنمية الدولية                     | 11 أغسطس 1992       | 6 مارس 1963        |
|             | يونسكو                                    | 9 يوليو 1951        | 1 مايو 1953        |
|             | مؤسسة التمويل الدولية                     | 29 سبتمبر 1993      | 7 يناير 1966       |
|             | منظمة حظر الأسلحة الكيميائية              | ?                   | ?                  |
|             | الأمم المتحدة                             | 17 سبتمبر 1991      | 14 ديسمبر 1955     |
|             | منظمة الشرطة الجنائية الدولية             | ?                   | ?                  |
|             | البنك الدولي للإنشاء والتعمير             | 11 أغسطس 1992       | 6 سبتمبر 1961      |
|             | الاتحاد البريدي العالمي                   | ?                   | ?                  |
|             | المركز الدولي لتسوية المنازعات الاستشارية | 7 سبتمبر 1997       | 6 فبراير 1969      |
|             | وكالة ضمان الاستثمار متعدد الأطراف        | 21 أغسطس 1998       | 9 فبراير 1994      |
|             | منظمة التجارة العالمية                    | 1999                | ?                  |
|             | الفريق المعني برصد الأرض                  | ?                   | ?                  |

## وصلات خارجية
- موقع وزارة الخارجية اللاتفية
- موقع وزارة الخارجية النيبالية